# Копчатов Богдан Григорович
Богдан Григорович Копчатов (нар. Брацлав, Вінницька область) — український військовослужбовець, капітан Збройних сил України, учасник російсько-української війни. Кавалер Хреста бойових заслуг (2022), лицар ордена Богдана Хмельницького III ступеня.

## Життєпис
Народився 22 жовтня 1997 року. Родом із м. Брацлав Вінницької області.
2018 року закінчив Національну академію сухопутних військ імені гетьмана Петра Сагайдачного. За розподілом потрапив у 131-й окремий розвідувальний батальйон, де пройшов шлях командиром взводу вогневої підтримки, розвідувального взводу та розвідувальної роти.
Учасник бойових дій в зоні ООС.
24 лютого 2022 року одним із перших зустрів повномасштабне російське вторгнення в Україну на адмінкордоні з Кримом. Тоді капітан Богдан Копчатов прийняв під командування взвод морської піхоти, який залишився без командира. Прибувши в Запорізьку область від передав бійців та командування представнику морської піхоти.
2 березня 2022 року отримав дев'ять куль під час ведення розвідки на Запоріжжі. Лікування важкопоранений боєць проходив у Дніпрі та Львові.
17 жовтня 2022 року завершив військову службу за станом здоров'я.
Нагороджений багатьма нагородами різних відомств, в тому числі орденом Богдана Хмельницького III ступеня та Хрестом Бойових Заслуг.

## Державні нагороди
- Хрест бойових заслуг (14 жовтня 2022) — за особисту хоробрість і відвагу, виявлені у захисті державного суверенітету та територіальної цілісності України, самовіддане виконання військового обов'язку[2];
- орден Богдана Хмельницького III ступеня (13 квітня 2022) — за особисту мужність і самовіддані дії, виявлені у захисті державного суверенітету та територіальної цілісності України, вірність військовій присязі[3].